# Славково (Маковський повіт)
Славково (пол. Sławkowo) — село в Польщі, у гміні Сипнево Маковського повіту Мазовецького воєводства.
Населення — 137 осіб (2011).
У 1975-1998 роках село належало до Остроленцького воєводства.

## Демографія
Демографічна структура станом на 31 березня 2011 року:
|          | Загалом | Допрацездатний вік | Працездатний вік | Постпрацездатний вік |
| -------- | ------- | ------------------ | ---------------- | -------------------- |
| Чоловіки | 70      | 15                 | 49               | 6                    |
| Жінки    | 67      | 14                 | 38               | 15                   |
| Разом    | 137     | 29                 | 87               | 21                   |